# 兴福寺 (常熟市)
兴福寺又名破山寺、破龙寺、破山兴福寺等，位于中国江苏苏州常熟市北郊、虞山北麓寺路街148号，南临破龙涧，为汉族地区佛教全国重点寺院之一。

## 历史
该寺创自南齐，为邑人郴州刺史倪德光舍宅为寺，初名大慈寺，南梁大同三年（537）改今名，唐咸通九年（868）赐破山兴福寺额。
寺内现存建筑多为明清时期所建，中轴线上依次为唐尊胜陀罗尼经幢两座（一幢为唐大中年间造，另一幢据原拓本重建）、龙涧桥与法华桥、山门、天王殿、三佛殿、大雄宝殿和玉佛楼，东侧有白莲池（放生池）、救虎阁、禅堂、四高僧殿、藏经楼和伴竹楼等，西侧有普照堂、斋堂、五观堂、观音殿和文殊殿等，东西有园林，其中东园内有空心潭、空心亭、米碑亭等，西园内有石舫（团瓢）等，北有塔院。